# Sobór Wniebowstąpienia Pańskiego w Timișoarze
Sobór Wniebowstąpienia Pańskiego, znany również jako Serbska Katedra Prawosławna (rum. Catedrala Ortodoxă Sârbă) – prawosławny sobór katedralny w Timișoarze, katedra eparchii timișoarskiej Serbskiego Kościoła Prawosławnego. Znajduje się w historycznym centrum miasta, pomiędzy Placem Zjednoczenia (Piața Unirii) a ulicą Emanuila Ungureanu, ku której jest zwrócony elewacją frontową. W sąsiedztwie soboru znajdują się budynki administracyjne eparchii - kompleks zabudowań Serbskiego Kościoła Prawosławnego zajmuje całą zachodnią pierzeję placu. 

## Historia
Społeczność serbska żyła w Timișoarze (wcześniej Temesvarze) od wielu stuleci. Serbski Kościół Prawosławny prowadził w mieście parafię św. Jerzego. Cerkiew pod tym wezwaniem istniała do 1737 r., gdy została zniszczona w pożarze miasta. Budowę soboru Wniebowstąpienia Pańskiego rozpoczęto w 1745 r. i ukończono trzy lata później, gdy biskupem temesvarskim w jurysdykcji Serbskiego Kościoła Prawosławnego był Jerzy (Popović). Przez pierwsze dekady cerkiew nie posiadała wież, które dobudowano w 1791 r. Do 1864 r. był to sobór katedralny wspólny dla prawosławnych Serbów i Rumunów. W wymienionym roku utworzona została etnicznie rumuńska metropolia siedmiogrodzka i ze świątyni korzystali już odtąd tylko Serbowie. Wygląd świątyni nie ulegał zmianom na przestrzeni wieków. W 1964 r. sobór został wpisany do rejestru zabytków kultury Rumunii.
Pierwszy ikonostas dla soboru wykonali ikonograf Stefan Tenecki i nieznany rzeźbiarz. W 1843 r. na jego miejsce wstawiono nowy, wyrzeźbiony przez Mihaila Janicia, z ikonami Konstantina Danila. 